# Sebastian Steinhorst
Sebastian Steinhorst (* 1980) ist ein deutscher Informatiker und Professor für Embedded Systems und Internet of Things an der Technischen Universität München (TUM).

## Werdegang
Steinhorst studierte Informatik an der Johann Wolfgang Goethe-Universität Frankfurt am Main. Im Jahr 2011 wurde er ebenda mit der Dissertation über das Thema „Formal verification methodologies for nonlinear analog circuits“ promoviert. Zwischen 2011 und 2016 war er im Forschungszentrum TUMCREATE in Singapur tätig, zuletzt als Leiter der Abteilung Embedded Systems. Von Mai 2016 bis September 2016 war er Assistant Professor an der Aarhus University in Dänemark.
Im November 2016 wurde Steinhorst auf die Professur für Embedded Systems and Internet of Things im Department of Computer Engineering in der TUM School of Computation, Information and Technology an die Technische Universität München berufen. Zunächst als Rudolf Mößbauer Tenure Track Assistant Professor und Fellow des TUM Institute for Advanced Study. Im Januar 2020 folgte eine Beförderung zum Associate Professor W3 mit Tenure. Zudem war er Co-Program-PI des Forschungszentrums TUMCREATE in Singapur.

## Wissenschaftliche Arbeit
Die Forschungsschwerpunkte von Steinhorst liegen im Bereich der Entwurfsmethodik und des Hardware/Software Co-Designs für verteilte eingebettete Systeme mit Anwendungen im Internet der Dinge, Industrie 4.0 und Automobilbereich. Wesentliche Aspekte sind dabei Dezentralisierung der Systemarchitektur, Autonomie, Modellierung, Verifikation, Effizienz, Zuverlässigkeit und Informationssicherheit dieser Systeme unter Einbeziehung aller Abstraktionsebenen.